# Trachysomus fragifer
Trachysomus fragifer là một loài bọ cánh cứng trong họ Cerambycidae.